# 금동 수정 장식 촛대
금동 수정 장식 촛대(金銅 水晶 裝飾 燭臺)는 남북국 시대 신라의 금동 촛대이다. 삼성미술관 리움 소장이며, 1974년 7월 9일 대한민국의 국보 제174호로 지정되었다.

## 개요
통일신라시대 만들어진 높이 36.8cm, 밑지름 21.5cm의 수정이 박힌 금동제 촛대 한 쌍이다.
전체적인 형태는 6장의 꽃잎 모양을 한 받침이 기둥 줄기를 사이에 두고 아래위로 놓여 있다. 아래 받침에는 꽃 모양의 고리로 고정시킨 6개의 짐승 모양의 다리가 받치고 있다. 윗받침의 중앙에는 짧은 줄기가 솟고 그 위에 이중의 꽃잎으로 이루어진 반원 모양의 받침이 있으며, 위쪽으로는 원통형의 초꽂이가 있다. 받침대 표면에는 양각과 음각의 수법으로 조각을 하였고 곳곳에 수정을 박아 장식하였는데, 지금은 많이 없어지고 도금이 벗겨진 곳도 있다.
출토지는 알 수 없으나 전체적으로 화려하고 장식적인 요소가 돋보이는, 통일신라 금속 공예의 일면을 보여주는 유물이다.